# انبر
انبر ها، ابزاری هستند که برای محکم نگه داشتن اشیاء به کار می روند؛ و احتمالا شکل پیشرفته ی انبر های قدیمی، که در عصر برنز، برای گرفتن فلز داغ استفاده می شده، می باشند. از این گذشته، انبر ها برای خم کردن و فشردن دامنه ی وسیعی از مواد قابل استفاده اند.

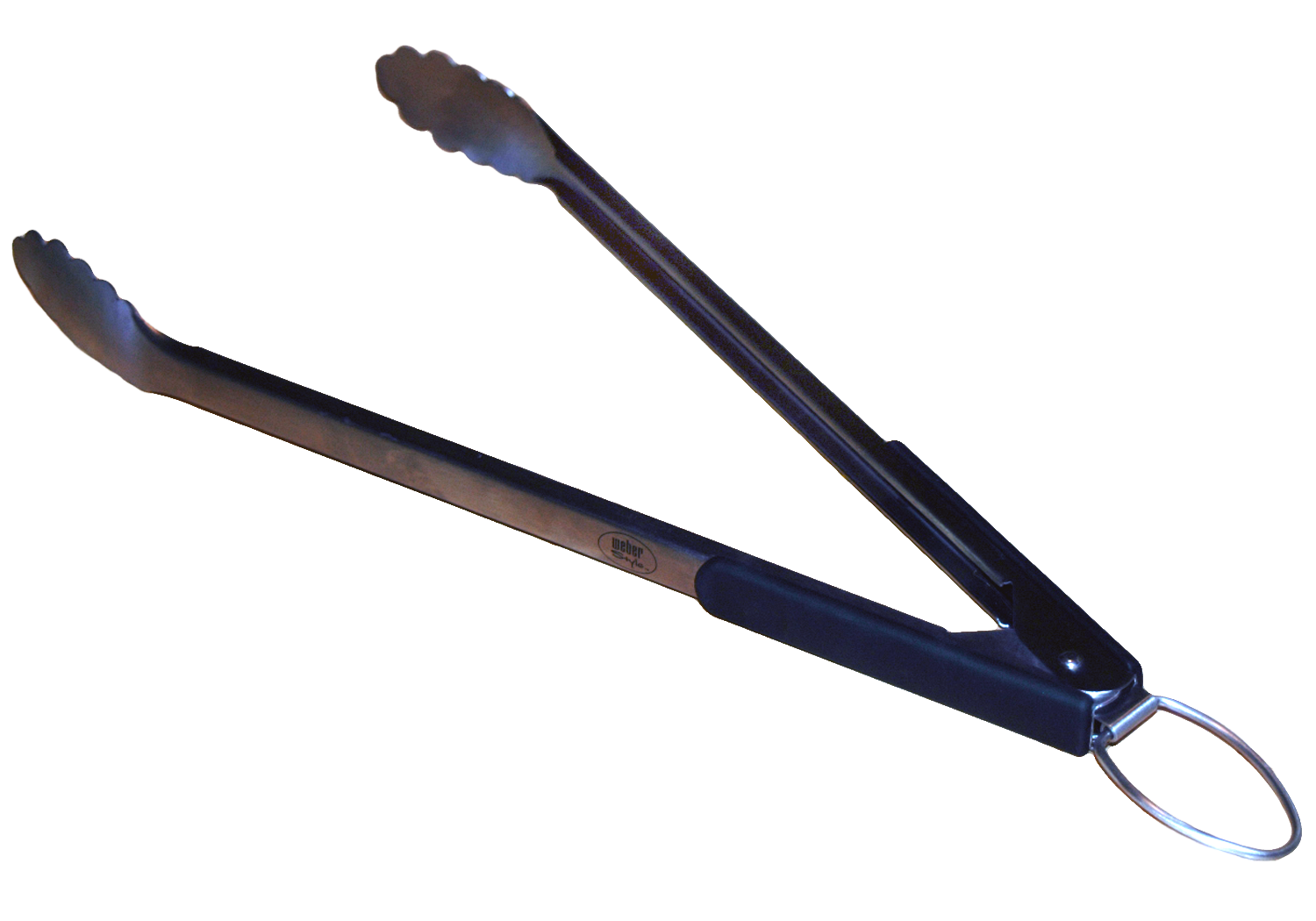
نوعی انبر

انبر وسیله‌ای برای گرفتن اشیایی است که آنها را به دلایلی نظیر داغ یا سرد بودن، بهداشت، حفظ اثر انگشت و... نمی‌توان با دست گرفت.این ابزار از دو اهرم که انتهای آنها به صورت قیچی‌وار به هم متصل می‌باشد تشکیل شده است.همچنین انبر را برای استفاده های فنی نظیر خم کردن اشیا استفاده می کنند که به آنها گازانبر می گویند.انبرها انواع مختلف دارند و حتی در آشپزخانه ها برای برداشتن یخ یا شیرینی ها کاربرد دارند.